# سر تنغ ماهي (ماهرو)
سر تنغ ماهي (بالفارسية: سرتنگ ماهی) هي قرية تقع في إيران في قسم ماهرو الریفي. يقدر عدد سكانها بـ 10 نسمة بحسب إحصاء 2016.